# IAM Cycling/2014
Deze pagina geeft een overzicht van de IAM Cycling-wielerploeg in 2014. 

## Algemene gegevens
Algemeen manager: Michel Thetaz
Ploegleiders: Marcello Albasini, Rubens Bertogliati, Serge Beucherie, Kjell Carlström, Eddy Seigneur
Fietsmerk: Scott
Kopman: Mathias Frank, Marcel Aregger

## Renners
| Naam                           | Geboortedatum | Nationaliteit | Ploeg 2013              |
| ------------------------------ | ------------- | ------------- | ----------------------- |
| Marcel Aregger                 | 26-08-1990    | Zwitserland   |                         |
| Matthias Brändle               | 07-12-1989    | Oostenrijk    |                         |
| Sylvain Chavanel               | 30-06-1979    | Frankrijk     | Omega Pharma-Quick-Step |
| Stefan Denifl                  | 20-09-1987    | Oostenrijk    |                         |
| Martin Elmiger                 | 23-09-1978    | Zwitserland   |                         |
| Mathias Frank                  | 09-12-1986    | Zwitserland   | BMC Racing Team         |
| Jonathan Fumeaux               | 07-03-1988    | Zwitserland   |                         |
| Kristof Goddaert † (tot 18-2)  | 21-11-1986    | België        |                         |
| Heinrich Haussler              | 25-02-1984    | Australië     |                         |
| Sébastien Hinault              | 11-02-1974    | Frankrijk     |                         |
| Reto Hollenstein               | 22-08-1985    | Zwitserland   |                         |
| Kevyn Ista                     | 22-11-1984    | België        |                         |
| Dominic Klemme                 | 31-10-1986    | Duitsland     |                         |
| Roger Kluge                    | 05-02-1986    | Duitsland     | Team NetApp-Endura      |
| Pirmin Lang                    | 25-11-1984    | Zwitserland   |                         |
| Gustav Larsson                 | 20-09-1980    | Zweden        |                         |
| Thomas Lövkvist                | 04-04-1984    | Zweden        |                         |
| Matteo Pelucchi                | 21-01-1989    | Italië        |                         |
| Jérôme Pineau                  | 02-01-1980    | Frankrijk     | Omega Pharma-Quick-Step |
| Sébastien Reichenbach          | 28-05-1989    | Zwitserland   |                         |
| Vicente Reynés                 | 30-07-1981    | Spanje        | Lotto-Belisol           |
| Aleksejs Saramotins            | 08-04-1982    | Letland       |                         |
| Patrick Schelling              | 01-05-1990    | Zwitserland   |                         |
| Johann Tschopp                 | 01-07-1982    | Zwitserland   |                         |
| Marcel Wyss                    | 25-06-1986    | Zwitserland   |                         |
| Stagiair(s)                    |               |               |                         |
| Sondre Holst Enger (vanaf 1-8) | 17-12-1993    | Noorwegen     | Team Plussbank          |

## Overwinningen
Cyclocross Châtelaudren
Winnaar: Sébastien Hinault
Tirreno-Adriatico
2e etappe: Matteo Pelucchi
Internationaal Wegcriterium
3e etappe: Mathias Frank
Puntenklassement: Mathias Frank
Ploegenklassement
Ronde van Romandië
Bergklassement: Johann Tschopp
Vierdaagse van Duinkerke
3e etappe: Sylvain Chavanel
Ronde van Bern
Winnaar: Matthias Brändle
Ronde van Noorwegen
Ploegenklassement
Ronde van Beieren
1e etappe: Heinrich Haussler
2e etappe: Mathias Frank
2013 · 2014 · 2015 · 2016